# Barend Cornelis Koekkoek
Barend Cornelis Koekkoek, född den 11 oktober 1803 i Middelburg, död den 5 april 1862 i Kleve, var en holländsk landskapsmålare. Han var son till Johannes Hermanus Koekkoek.
Koekkoek målade med mästerskap skogsutsikter från nedre Rhen. Två hans bröder och två brorsöner blev landskaps- och marinmålare.